# أندرو ميلر (لاعب هوكي الجليد)
أندرو ميلر (بالإنجليزية: Andrew Miller)‏ هو لاعب هوكي الجليد أمريكي، ولد في 18 سبتمبر 1988 في بلومفيلد هيلز في الولايات المتحدة.

## وصلات خارجية
- أندرو ميلر على موقع دوري الهوكي الوطني (الإنجليزية)
- أندرو ميلر على موقع EliteProspects.com (الإنجليزية)
- أندرو ميلر على موقع Eurohockey.com (الإنجليزية)
- أندرو ميلر على موقع HockeyDB.com (الإنجليزية)
- أندرو ميلر على موقع Hockey-Reference.com (الإنجليزية)